# R6 (Zigarettenmarke)
| R6 | R6                                                                               |
| --- | -------------------------------------------------------------------------------- |
| Teer: | 4 mg                                                                             |
| Nikotin:                                                                                                   | 0,4 mg                                                                           |
| Kohlenmonoxid:                                                                                             | 4 mg                                                                             |
| Tabakzusatzstoffe:                                                                                         | Wasser, Glycerin, Invertzucker, Stickstoff, Propylenglycol, Zucker, Kakao, Aroma |
| Stand 03/2007. Die Angaben gelten für die auf dem deutschen Markt erhältlichen Zigaretten. (Quelle: BMELV) |                                                                                  |

Die R6 ist eine Zigarettenmarke der Firma  Reemtsma, die zum Tabakkonzern Imperial Tobacco Group PLC gehört. Die R6 wurde 1921 auf den Markt gebracht. Entwickelt wurde die Marke – wie auch die Ernte 23 aus gleichem Hause – von Hans Domizlaff. Sie ist heute als Filterzigarette im King-Size- und im 100-mm-Format erhältlich.

## Marketing
Ab 1932 legte Reemtsma den R6-Packungen Bilderschecks zum Sammeln bei. Für einen vollständigen Satz dieser Bilderschecks bekam man Sammelbilder zum Einkleben in Alben zugeschickt.
Diese Alben hatten die unterschiedlichsten Themen, zum Beispiel die Olympischen Spiele von 1932 und 1936, Deutsche Märchen und Malerei der Gotik. Von 1933 bis 1941 gab es auch Bilderserien zu nationalsozialistischen Themen wie Der Kampf ums Dritte Reich und Raubstaat England.
1936 war R6 mit einem Bekanntheitsgrad von 89 % die bekannteste Zigarettenmarke in Deutschland.